# Panicum boscii
Panicum boscii är en gräsart som beskrevs av Jean Louis Marie Poiret. Panicum boscii ingår i släktet vipphirser, och familjen gräs. Inga underarter finns listade i Catalogue of Life.